# Statuty nieszawskie
Statuty nieszawskie 1454 (lub przywileje nieszawskie) – przywileje wydane w listopadzie i grudniu 1454 przez króla Kazimierza IV Jagiellończyka, w czasie wojny trzynastoletniej, dla szlachty poszczególnych ziem Polski.
Po klęsce pod Chojnicami, pod naciskiem szlachty małopolskiej, król 11 listopada 1454 wydał w Nieszawie przywilej dzielnicowy dla Małopolski, a 12 listopada – dla Wielkopolski (cofnięto przywilej cerekwicki 1454). W następnych dniach wystawiono zapewne osobne przywileje dla poszczególnych ziem Małopolski. Przywilej małopolski stał się też wzorem dla wystawionych wkrótce przywilejów dla ziem ruskich. Na podstawie przywileju wielkopolskiego 16 listopada wydano przywilej dla ziemi sieradzkiej, następnie zaś dla Kujaw i ziem tworzących szeroko rozumianą Wielkopolskę. Kwestia, czy został wydany ogólny przywilej nieszawski dla całego Królestwa, stanowi przedmiot naukowego sporu.
Statuty nieszawskie sankcjonowały dotychczasowe swobody szlachty, wprowadzały nowe oraz ingerowały w swobodę decyzji króla. Odzwierciedlały antagonizm małopolsko-wielkopolski i różnice w szczegółowych rozwiązaniach prawnych w tych dzielnicach. Najważniejsze było postanowienie redakcji wielkopolskiej, iż król nie może ustanawiać nowych praw, zwoływać pospolitego ruszenia i nakładać podatków nadzwyczajnych bez odwołania się do sejmików ziemskich (postanowienie to pominięto w tekście dla Małopolski i Rusi).
Statuty nieszawskie wprowadzały zakaz łączenia urzędów wojewody i kasztelana z urzędem starosty (z wyjątkiem starostwa krakowskiego), gwarantowały Wielkopolanom równe szanse uzyskiwania nominacji na urzędy nadworne (względem Małopolan), jak również zawierały zobowiązanie króla do niezastawiania starostw grodowych. Wojewodowie uzyskali prawo ustanawiania taks (cenników) na wyroby rzemieślnicze w miastach, kasztelanowie zaś zostali pozbawieni własnych sądów kasztelańskich (a więc kompetencji karno-sądowych) nad niektórymi kategoriami szlachty. W statutach nieszawskich znalazły się też m.in. uregulowania dotyczące funkcjonowania sądownictwa, ograniczenia zbiegostwa chłopów, zniesienia ograniczeń handlu oraz cofnięcie przywilejów dla Żydów (z 24 sierpnia 1453).
Statuty nieszawskie powtórzone i rozszerzone w przywileju piotrkowskim 1496, należały, obok przywileju koszyckiego 1374 i konstytucji nihil novi 1505, do najważniejszych pomników prawa sprzyjających powstaniu w Polsce demokracji szlacheckiej.